# Беттауэр, Гуго
Максимилиан Гуго Беттауэр (нем. Maximilian Hugo Betthauer 18 августа 1872, Баден — 26 марта 1925, Вена) — австрийский писатель.

## Биография
Максимилиан Гуго Беттауэр родился в семье биржевого маклера Арнольда (Самуэля Арона) Беттауэра, родом из Лемберга, и его супруги Анны, урождённой Веккер. Гуго был младшим ребёнком в семье, у него было две старших сестры, Гермина и Матильда. В 1887—1888 годах в 4 классе Гуго учился вместе с Карлом Краусом в венской гимназии имени Франца Иосифа. И в течение всей дальнейшей жизни Карл Краус был самым суровым критиком сочинений Беттауэра.
В 1890 году Беттауэр перешёл из иудаизма в протестантское вероисповедание, в том же году записался добровольцем в армию на один год и отправился служить в Тироль. Спустя пять месяцев уволился с военной службы. Вместе с матерью переехал в Цюрих, где в 24 года вступил в наследство своего отца. В Цюрихе Беттауэр женился на Ольге Штайнер, в которую был влюблён с юности. После смерти матери выехал с супругой в США. Ещё находясь в пути, Беттауэр лишился своего состояния в результате финансовых спекуляций. До 1899 года супруги оставались в Нью-Йорке, где Ольга нашла себя на актёрском поприще. Гуго оставался без работы, и супруги вернулись в Берлин, где родился их сын Генрих Густав Гельмут. В Берлине Беттауэр, имевший американское гражданство, работал журналистом, став автором нескольких скандалов. Об одном из них, связанном с богатым и властным похитителем детей, в 1921 году он написал роман «Бобби». В 1901 году Беттауэра выслали из Пруссии, когда обвинённый им в коррупции директор берлинского придворного театра покончил жизнь самоубийством. Беттауэр переехал в Мюнхен, работал в кабаре «Одиннадцать палачей» и осенью 1901 года перебрался в Гамбург, чтобы возглавить там специализированное издание «Кухня и погреб».
После развода со своей первой женой Беттауэр познакомился в Гамбурге с 16-летней Еленой Мюллер. В 1904 году он вновь отправился в эмиграцию, во время путешествия официально оформив отношения с Еленой. В том же году у них родился сын Реджинальд Паркер. В Нью-Йорке Беттауэр работал журналистом в газетах и занимался писательской деятельностью.
В 1910 году Беттауэр вернулся в Вену и приступил к работе в газете «Новая свободная пресса». С началом Первой мировой войны Беттауэр пытался записаться на службу в армию, но получил отказ из-за своего американского гражданства.
После войны Беттауэр работал корреспондентом нью-йоркских газет и организовал в США сбор помощи жителям Вены. Начиная с 1920 года он посвятил себя литературной деятельности. Ежегодно выходило четыре-пять его романов. Беттауэр специализировался на детективах с акцентом на социальные вопросы. Его сочинения обрели популярность благодаря тому, что их действие происходило не только в Вене, но и Нью-Йорке и Берлине.
Самый известный роман Беттауэра — «Город без евреев» — увидел свет в 1922 году в условиях набиравшего силу антисемитизма. В нём автор обрисовал Вену, из которой были изгнаны все евреи. Беттауэр верил в мирное сосуществование религий, его роман заканчивался тем, что христиане осознавали, что во имя благоденствия города евреев необходимо вернуть.

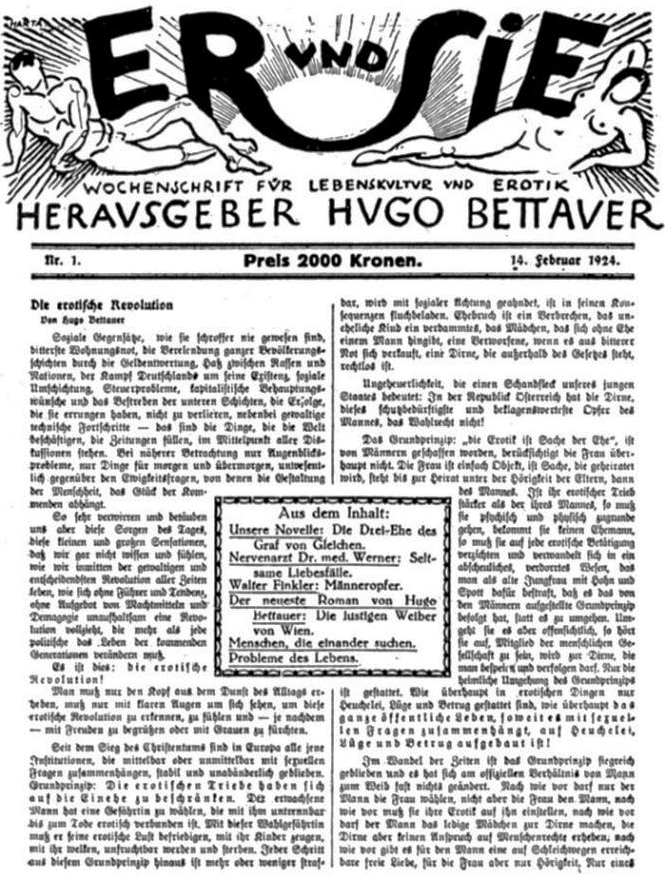
Первое издание «Он и она»

В 1924 году Беттауэр вместе с журналистом Рудольфом Ольденом начал издавать журнал «Он и она. Еженедельник культуры жизни и эротики», получивший впоследствии название «Еженедельник Беттауэра». Издание пользовалось большим успехом благодаря своему просветительскому и провокационному содержанию. В частности, журнал выступал за современные права на развод, аборты и отсутствие уголовной ответственности за гомосексуальность.
Беттауэр стал одним из самых противоречивых и одновременно самых успешных писателей своего времени. Фильм «Безрадостный переулок», снятый в 1925 году на основе сочинения Беттауэра, принёс первый международный успех Грете Гарбо, а фильм 1924 года «Город без евреев» режиссёра Ханса Карла Бреслауэра подарил известность Хансу Мозеру и Фердинанду Майерхоферу.
Срывающая покровы журналистика Беттауэра и его деятельность по сексуальному просвещению накаляли общественное мнение. Его творчество обвиняли в бульварности и низкопробности, журнал был конфискован, а сам Беттауэр стал ответчиком на судебном процессе, закончившемся его оправданием и принесшим ему дополнительную славу.
10 марта 1925 года зубной техник Отто Ротшток, член НСДАП, выстрелил в Беттауэра в его редакции. Беттауэр получил тяжёлое ранение в грудь и руки и был помещён в больницу. 26 марта Беттауэр умер. Убийца Беттауэра получил поддержку от национал-социалистов и по решению суда был помещён в психиатрическую клинику, которую покинул спустя полтора года.